# Lazar Cvijin
Lazar Cvijin, visoki dužnosnik hrvatske manjine u Srbiji, iz Subotice. Predsjednik je Povjerenstva za financije i proračun Hrvatskoga nacionalnog vijeća Republike Srbije od ožujka 2019. godine i predsjednik je Izvršnog odbora HNV RS.